# Partito Umanista Social Liberale
Il Partito Umanista Social Liberale (in rumeno: Partidul Umanist Social Liberal, PUSL), fino al 2021 chiamato Partito del Potere Umanista (social-liberale) (in rumeno: Partidul Puterii Umaniste (social-liberal), PPU-SL), è un partito politico rumeno fondato nel 2015 intorno alla figura di Maria Grapini, europarlamentare eletto nel 2014 e fuoriuscito dal Partito Conservatore per dissensi con il suo presidente Daniel Constantin.
Leader informale del partito è il magnate Dan Voiculescu, cui il PPU si richiama esplicitamente dal punto di vista ideologico.

## Storia

### Fondazione
Nell'estate del 2015 il Partito Conservatore (PC) di Daniel Constantin si fuse il con il Partito Liberale Riformatore (PLR) di Călin Popescu Tăriceanu, dando vita all'Alleanza dei Liberali e dei Democratici (ALDE). Contestualmente l'europarlamentare del PC Maria Grapini, contraria alla decisione, criticò Constantin di aver causato la sparizione del partito e della sua ideologia e annunciò che si sarebbe iscritta ad un nuovo gruppo, il Partito del Potere Umanista (PPU).
Nelle intenzioni il PPU si proponeva di riprendere la dottrina umanista sostenuta nei primi anni novanta dal fondatore del PC, Dan Voiculescu che, mettendo l'uomo al centro della politica e della società, si prefiggeva di proteggere le libertà e i diritti dell'individuo. Il PPU fu ufficialmente iscritto al registro dei partiti politici del tribunale di Bucarest il 28 settembre 2015.
Alle elezioni locali del giugno 2016 ottenne due mandati di sindaco (0,06% del totale della Romania) e 105 di consigliere comunale (0,26%). Malgrado le obiezioni della stessa Grapini, l'altro copresidente Ioan Ghișe e il partito sostennero la candidatura a sindaco del Settore 4 di Bucarest di Cristian Popescu Piedone, sotto inchiesta per le responsabilità relative all'incendio del Colectiv dell'ottobre 2015.
Alle elezioni parlamentari del dicembre 2016 si mantenne su percentuali intorno all 0,04%, senza ottenere alcun seggio.

### Elezioni presidenziali del 2019

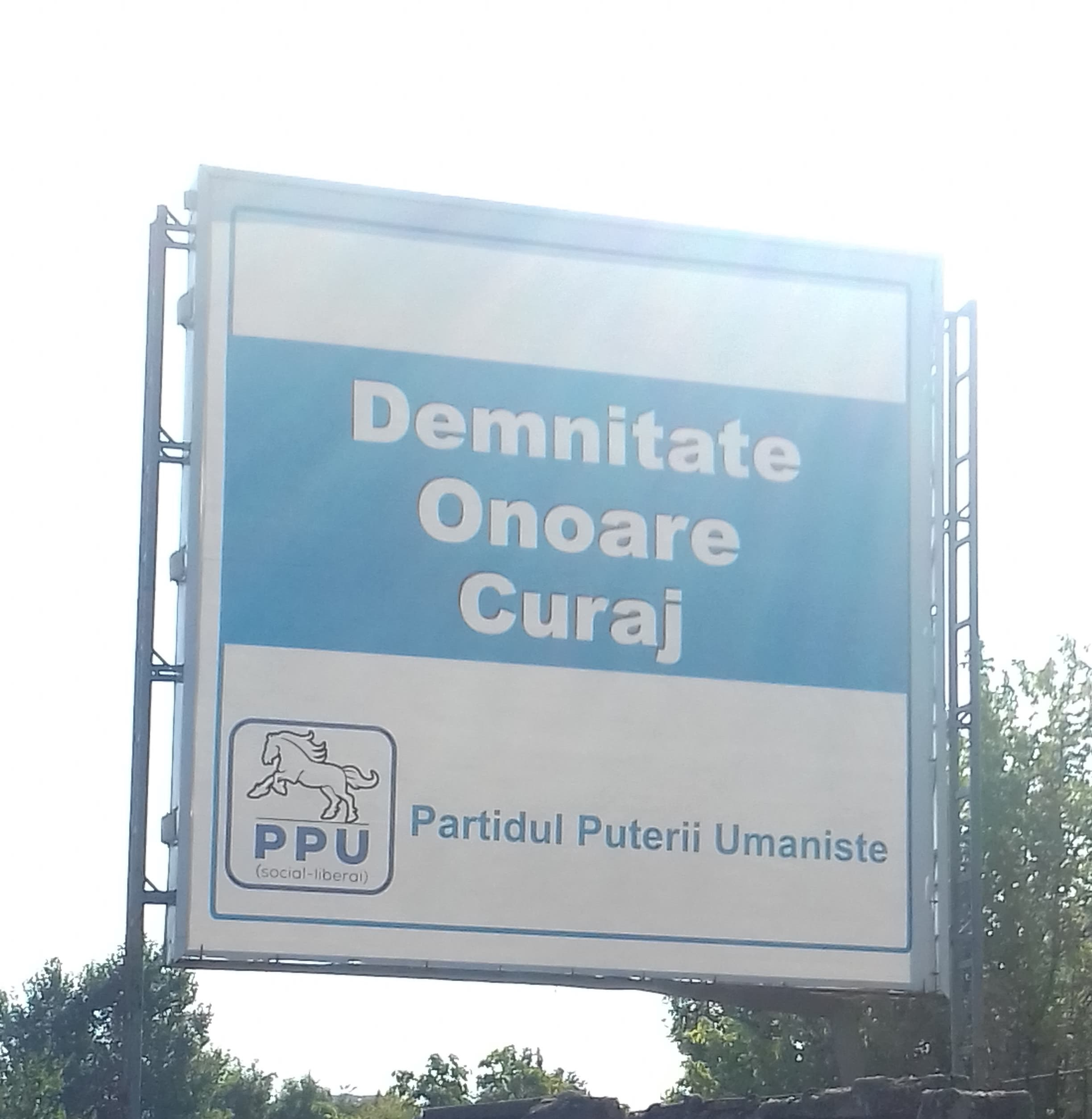
Cartellone pubblicitario del Partito del Potere Umanista a Bucarest nell'agosto 2018.

Nel maggio 2018 Cristian Popescu Piedone assunse la funzione di coordinatore nazionale, con l'incarico di organizzare e sviluppare le strutture territoriali del partito in vista di un congresso inizialmente in programma nell'autunno dello stesso anno.
Il partito non partecipò direttamente alle elezioni europee del maggio 2019, mentre la Grapini concorse nelle liste del Partito Social Democratico, ottenendo la riconferma del proprio mandato.
Il congresso fu celebrato nel giugno 2019 e, oltre a rivedere integralmente il funzionamento della struttura dirigenziale, indicò anche il candidato alla presidenza della repubblica per le elezioni dello stesso anno, Ramona Ioana Bruynseels. La stessa fu nominata presidente dell'ufficio esecutivo, mentre Popescu Piedone presidente del consiglio nazionale. Alfred Laurențiu Mihai fu indicato come leader del forum umanista.
La campagna elettorale della Bruynseels si basò sul proposito di riformare la classe politica. Tra le sue prese di posizione ufficiali si scagliò contro il privilegio dell'immunità parlamentare. Al termine di una campagna viziata da alcuni contrasti con Dan Voiculescu
, la candidata del PPU ottenne il 2,65%. Dopo la competizione elettorale, nel mese di dicembre annunciò che avrebbe fondato un nuovo partito politico, che vide la luce in febbraio, chiamato Re:Start Romania.

### Nascita del sottogruppo parlamentare
Nel febbraio 2020 il PPU modificò nuovamente la propria struttura dirigenziale, con la nomina a presidente esecutivo da parte del consiglio nazionale di Daniel Ionașcu, uomo di fiducia di Voiculescu, fino a quel momento vicepresidente del partito. Contestualmente fu annunciato il ritorno di Maria Grapini nel partito, dopo che alle elezioni europee del 2019 si era candidata nelle liste del PSD. In seguito alla formalizzazione delle nuove nomine della dirigenza, il PPU iniziò a preparare il terreno per le future tornate elettorali. Secondo un sondaggio IMAS nel maggio 2020 era allo 0,4% e crebbe allo 0,9% nel mese di luglio.
Nell'estate 2020 il PPU riuscì a cooptare numerosi parlamentari provenienti dall'ALDE e dal PSD che erano alla ricerca di una ricollocazione politica a causa dei contrasti con i leader delle rispettive segreterie. Il 9 giugno aderì al PPU Teodor Meleșcanu, che divenne il primo senatore della formazione. Il giorno successivo fu la volta del deputato ex PSD Dorel Căprar. Il 14 giugno seguì l'ex ministro della difesa Corneliu Dobrițoiu. Il 7 luglio arrivò anche il secondo senatore, Ioan Simionca, proveniente dal PSD.
Il 24 giugno i cinque deputati del PPU (Grațiela Gavrilescu, Alexandru Băișanu, Andrei Gerea, Eugen Durbacă e Dorel Căprar) annunciarono la costituzione di un proprio raggruppamento creato in seno al gruppo del PSD, cui ufficialmente aderivano in sede parlamentare. Ulteriori due deputati ex ALDE si unirono al PPU rispettivamente il 29 giugno 2020, Steluța Cătăniciu, e il 5 agosto, Radu Oprișcan.

### Elezioni del 2020
Malgrado lo scarso peso a livello percentuale, per rafforzare il PPU lo stesso Dan Voiculescu provò a negoziare un accordo con il PSD, in modo da concorrere in alleanza alle amministrative e alle parlamentari del 2020 e garantire, così, posizioni elettive alla propria formazione. Mentre alle locali del mese di settembre in alcuni distretti il partito riuscì a trovare un'intesa per la presentazione di liste comuni con i socialdemocratici, alle parlamentari di dicembre il PSD preferì escludere la formazione di coalizioni elettorali con altre forze. Alcuni membri del PPU, come Grațiela Gavrilescu e Steluța Cătăniciu, tuttavia, furono inseriti tra le candidature del PSD.
A livello individuale alle amministrative, mantenendosi sotto l'1%, conseguì due mandati di sindaco e 166 di consigliere locale, mentre a Bucarest si registrò l'exploit di Cristian Popescu Piedone, che riuscì ad ottenere l'elezione a sindaco del settore 5 della capitale. I sondaggi, ad ogni modo, vedevano la formazione in crescita costante (nel mese di novembre era data all'1,8%).
Al voto del 6 dicembre 2020 si confermò sull'1%, comunque insufficiente per eleggere parlamentari propri. Nel mese di gennaio 2021, però, diversi iscritti al PPU che si erano candidati con il PSD, dichiararono di essere sul punto di costituire un proprio sottogruppo affiliato al gruppo parlamentare socialdemocratico. Vi aderirono i deputati Grațiela Gavrilescu, Steluța Cătăniciu, Loredana Predescu, e Vlad Popescu (figlio di Cristian Popescu Piedone) e il senatore Laurențiu Mihai.
In seguito al congresso del 26 agosto 2021 assorbì il partito Re:Start Romania e cambiò nome in Partito Umanista Social-Liberale (PUSL).

### Elezioni del 2024
Nel luglio 2023 Piedone fu nominato dal consiglio nazionale quale nuovo presidente esecutivo del partito, mentre il fondatore Dan Voiculescu annunciò che il PUSL avrebbe concorso individualmente a tutte le elezioni del 2024. Nel novembre 2023 Piedone presentò le proprie dimissioni dalla funzione a causa della potenziale scelta del PUSL di sostenere l'eventuale candidatura di Gabriela Firea a sindaco di Bucarest nel 2024, posizione alla quale anche lui aspirava. All'inizio dell'anno successivo, tuttavia, Piedone fu incaricato del ruolo di capo della campagna elettorale del partito.
Il 5 aprile 2024 il consiglio nazionale convalidò le candidature per le elezioni europee e locali.. Alle amministrative del 9 giugno Cristian Popescu Piedone, candidatosi a sindaco di Bucarest, arrivò terzo alle spalle dei rappresentanti di ADU e PSD, mentre il PUSL elesse sei consiglieri al consiglio municipale. Suo figlio Vlad Popescu riuscì ad ottenere l'elezione a sindaco del Settore 5 di Bucarest. Al di fuori della capitale i risultati furono modesti, mentre alle concomitanti europee il PUSL conseguì l'1,5% dei voti. Maria Grapini fu eletta nelle liste del PSD.
Il 2 agosto 2024 Piedone fu obbligato alle dimissioni da presidente del partito su decisione dell'ufficio esecutivo, mentre nel mese di ottobre si iscrisse al PSD insieme ad altri membri della dirigenza, che furono inclusi nelle liste del PSD alle elezioni parlamentari. Il PUSL non presentò liste proprie.

## Ideologia
Al momento della sua fondazione il partito si richiamava esplicitamente al centro-destra. Successivamente si orientò verso l'umanesimo conservatore, con la promozione di ideali tradizionalisti, rifiutando una precisa collocazione sull'asse sinistra-destra. La visione conservatrice del PUSL fu rafforzata nel corso del 2023 dall'iscrizione di vari membri provenienti dal Partito del Movimento Popolare.
Un'ulteriore componente fu rappresentata dalla corrente populista riconducibile a Cristian Popescu Piedone, che aveva seguito tra le fasce popolari di Bucarest.
Secondo il presidente del Partito dei Rom "Pro Europa", Nicolae Păun, iscrittosi al PUSL nel 2024, il partito promuoveva ideali umanisti, socialisti e liberali.

## Risultati elettorali
| Elezione          | Elezione     | Voti    | %    | Seggi   |
| ----------------- | ------------ | ------- | ---- | ------- |
| Parlamentari 2016 | Camera       | 2.599   | 0,04 | 0 / 329 |
| Parlamentari 2016 | Senato       | 3.066   | 0,04 | 0 / 136 |
| Europee 2019      | Europee 2019 | N.D.    | N.D. | 1 / 32  |
| Parlamentari 2020 | Camera       | 59.465  | 1,01 | 0 / 329 |
| Parlamentari 2020 | Senato       | 70.536  | 1,19 | 0 / 136 |
| Europee 2024      | Europee 2024 | 132.401 | 1,48 | 0 / 33  |
| 1.                |              |         |      |         |

| Elezione           | Elezione | Candidato               | Voti    | %    | Esito                |
| ------------------ | -------- | ----------------------- | ------- | ---- | -------------------- |
| Presidenziali 2019 | I turno  | Ramona Ioana Bruynseels | 244.275 | 2,65 | ❌ Non eletta/o (7º) |